# Olga Kharlampovich
Olga Georgievna Kharlampovich (russe : Ольга Георгиевна Харлампович) (née en 1960) est une mathématicienne russo-canadienne œuvrant dans le domaine de la théorie des groupes.

## Formation et carrière
Elle est professeure au CUNY Graduate Center et au Hunter College. Avant cela, elle a été professeure de mathématiques à l'Université McGill de Montréal, au Canada, où elle travaille depuis 1990. Elle est surtout connue pour son exemple de groupe résoluble de classe trois finiment présenté avec un problème de mot insoluble (solution du problème de Novikov–Adian) et pour la solution en collaboration avec A. Myasnikov de la conjecture de Tarski (datant de 1945) à propos de l'équivalence des théories du premier ordre des groupes libres non-abéliens finiment générés (aussi résolu par Zlil Sela (en)) et la preuve de la décidabilité de cette théorie.
Elle a reçu son doctorat de l'université d'État de Leningrad en 1984, sous la direction de Lev Shevrin avec une thèse intitulée Algorithmic And Other Combinatorial Problems For Groups And Lie Algebras, et le titre russe de “docteur de la Science”, en 1990, de l'Institut Steklov de Moscou. Avant sa nomination actuelle, elle a occupé un poste à l'université d'État de l'Oural, à Ekaterinbourg, en Russie. 
Pour son premier travail sur le problème de Novikov–Adian, elle a obtenu, en 1981, une médaille de l'Académie soviétique des sciences. Elle a donné une réponse négative à une question, posée en 1965 par Kargapolov et Mal'cev sur la décidabilité algorithmique de la théorie universelle de la classe de tous les groupes nilpotents finis.
La géométrie algébrique pour les groupes qui a été introduite par Baumslag, Myasnikov, Remeslennikov  et Kharlampovich , est devenue l'une des nouvelles orientations de la recherche en théorie combinatoire des groupes. 
En août 2011, elle part au Hunter College de la City University de New York pour occuper la chaire Mary P. Dolciani de professeur de mathématiques, où elle est la première titulaire de la première chaire dotée dans le département de mathématiques et de statistique.

## Prix et distinctions
En 1996 elle est lauréate du prix Krieger-Nelson décerné par la Société mathématique du Canada, pour ses travaux sur les problèmes algorithmiques dans des variétés de groupes et d'algèbres de Lie (la description de ce travail peut être trouvé dans l'article avec Sapir et sur le site web du prix).
Elle a reçu en 2015 le prix Maltsev pour sa série de travaux sur des problèmes fondamentaux de la théorie des modèles en algèbre. 
En 2014 elle est conférencière invitée au congrès international des mathématiciens à Séoul conjointement avec Alexei Miasnikov, pour une conférence intitulée « Model theory and algebraic geometry in groups, non-standard actions and algorithmic problems ».

## Publications
- avec Mark Sapir (en) « Algorithmic Problems in Varieties », a survey, International Journal of Algebra and Computation, vol. 12, 1995, pp 379–602.